# 1864 Daedalus
1864 Daedalus è un asteroide near-Earth del diametro medio di circa 3,7 km. Scoperto nel 1971, presenta un'orbita caratterizzata da un semiasse maggiore pari a 1,4609513 UA e da un'eccentricità di 0,6144576, inclinata di 22,19255° rispetto all'eclittica.
L'asteroide è dedicato a Dedalo, il mitologico inventore del labirinto di Minosse.